# Большой Моим
Большой Моим — река в Ханты-Мансийском АО России. Устье реки находится в 90 км по левому берегу реки Большой Атлым. Длина реки составляет 30 км.

## Притоки
- 2 км: Малый Моим (лв)
- Сохпынгъёган (пр)
- Ехмынгсоим (пр)

## Данные водного реестра
По данным государственного водного реестра России относится к Нижнеобскому бассейновому округу, водохозяйственный участок реки — Обь от впадения Иртыша до впадения реки Северная Сосьва, речной подбассейн реки — бассейны притока Оби от Иртыша до впадения Северной Сосьвы. Речной бассейн реки — (Нижняя) Обь от впадения Иртыша.